# أليكساندر باراديني
أليكساندر باراديني (بالبولندية: Aleksander Bardini)‏ هو مخرج وممثل بولندي، ولد في 17 نوفمبر 1913 بوودج في بولندا، وتوفي في 30 يوليو 1995 بوارسو في بولندا. من الجوائز التي نالها Medal of the 10th Anniversary of People's Poland ‏.

## أعمال

### أفلام
- (1994) أبيض

## جوائز
- Medal of the 10th Anniversary of People's Poland [الإنجليزية]‏

## وصلات خارجية
- أليكساندر باراديني على موقع IMDb (الإنجليزية)
- أليكساندر باراديني على موقع ألو سيني (الفرنسية)
- أليكساندر باراديني على موقع أول موفي (الإنجليزية)
- أليكساندر باراديني على موقع قاعدة بيانات الأفلام السويدية (السويدية)
- أليكساندر باراديني على موقع ديسكوغز (الإنجليزية)
- أليكساندر باراديني على موقع قاعدة بيانات الفيلم (الإنجليزية)
- أليكساندر باراديني على موقع كينوبويسك (الروسية)